# Legeme (algebra)
 For alternative betydninger, se Legeme. (Se også artikler, som begynder med Legeme)
 Denne artikel bør gennemlæses af en person med fagkendskab for at sikre den faglige korrekthed.

Et legeme er i abstrakt algebra en kommutativ ring hvor alle elementer undtagen 0 har en multiplikativ invers. Det kan også beskrives gennem 6 bestemte aksiomer.
Ud fra disse 6 aksiomer kan man udlede alle de normale regneregler, såsom at man dividerer med en brøk ved at gange med den omvendte eller (x + y)² = x² + 2xy + y²
I et legeme er der kun fastsat 2 regneoperatorer, som kaldes addition og multiplikation. Alle andre kan defineres ud fra disse.
Alle legemer er ringe, men ikke alle ringe er legemer. Forskellen på ringe og legemer er, at man kan dividere i et legeme, mens dette ikke nødvendigvis er tilfældet i en ring. Desuden skal multiplikation være kommutativt i legemer.
Eksempler på legemer er de rationale tal, de reelle tal og de komplekse tal. Heltallene er ikke et legeme, men kun en ring.

## Aksiomerne
Vi antager at vi har et legeme M.

M skal så opfylde følgende aksiomer:

### Aksiom 1: Stabilitet
M er stabil overfor addition og multiplikation.
Dette vil sige, at for to vilkårlige elementer i M er "summen" og "produktet" heraf også i M:
∀x,y ∈ M: x + y ∈ M
∀x,y ∈ M: x · y ∈ M

### Aksiom 2: Kommutativitet
Addition og multiplikation er kommutative operatorer.
Dette vil sige, at faktorernes eller leddenes rækkefølge er ligegyldig.
∀x,y ∈ M: x + y = y + x
∀x,y ∈ M: x · y = y · x

### Aksiom 3: Associativitet
Addition og multiplikation er associative operatorer.
Dette vil sige, at man kan definere en hvilken som helst sammenhæng mellem 3 eller flere tal bundet sammen af enten plus eller gange, uden at dette vil ændre resultatet.
∀x,y,z ∈ M: (x + y) + z = x + (y + z)
∀x,y,z ∈ M: (x · y) · z = x · (y · z)

### Aksiom 4: Distributivitet
Multiplikation er distributiv i forhold til addition.
Dette vil sige, at man kan "gange ind i parenteser" og vice versa.
∀x,y,z ∈ M: x · (y + z) = (x · y) + (x · z)

### Aksiom 5: Nulelement og ételement
M indeholder et nulelement n, som er neutralt overfor addition, og et ételement e, som er neutralt overfor multiplikation. Disse skal være forskellige.
Vi siger dog ikke, at der kun må være et af hvert. Dette er implicit i aksiomet. Dette vil vi bevise senere.
∃n∈M: (∀x ∈ M: x + n = x)
∃e∈M: (∀x ∈ M: x · e = x)
, e ≠ n

### Aksiom 6: Modsatte og reciprokke tal
Ethvert element i M har et modsat element i M, og ethvert element i M, som ikke er et nulelement, har et reciprokt element i M.
∀x ∈ M ∃y ∈ M: x + y = n
∀x ∈ M \ {n} ∃y ∈ M: x · y = e

### Udledninger
Man kan blandt andet, som tidligere nævnt, udlede at der kun kan eksistere ét nulelement og ét ételement.
Lad n1 være det ene nulelement, og n2 være det andet. Vi kan så se, at disse to må være ens:
n1 =

n1 + n2 =

n2 + n1 =

n2
Dette gøres ved at bruge reglen om, at n er neutral overfor addition. Linje 3 gør brug af reglen om kommutativitet.
Noget lignende kan gøres med ételementet.
Endvidere kan bl.a. bevise at (x + y)² = x² + 2xy + y² ved at sige
(x + y)² =

(x + y) · (x + y) =

(x · (x + y)) + (y · (x + y)) =

(x · x) + (x · y) + (y · x) + (y · y) =

xx + xy + yx + yy =

x² + xy + xy + y² =

x² + 2xy + y²